# Lac Frías (Río Negro)
Pour les articles homonymes, voir Lac Frías et Frias (homonymie).
Le Lac Frías (en espagnol : lago Frías) est un lac andin d'origine glaciaire situé en Argentine, à l'ouest de la province de Río Negro, dans le département de Bariloche, en Patagonie. 

## Toponymie

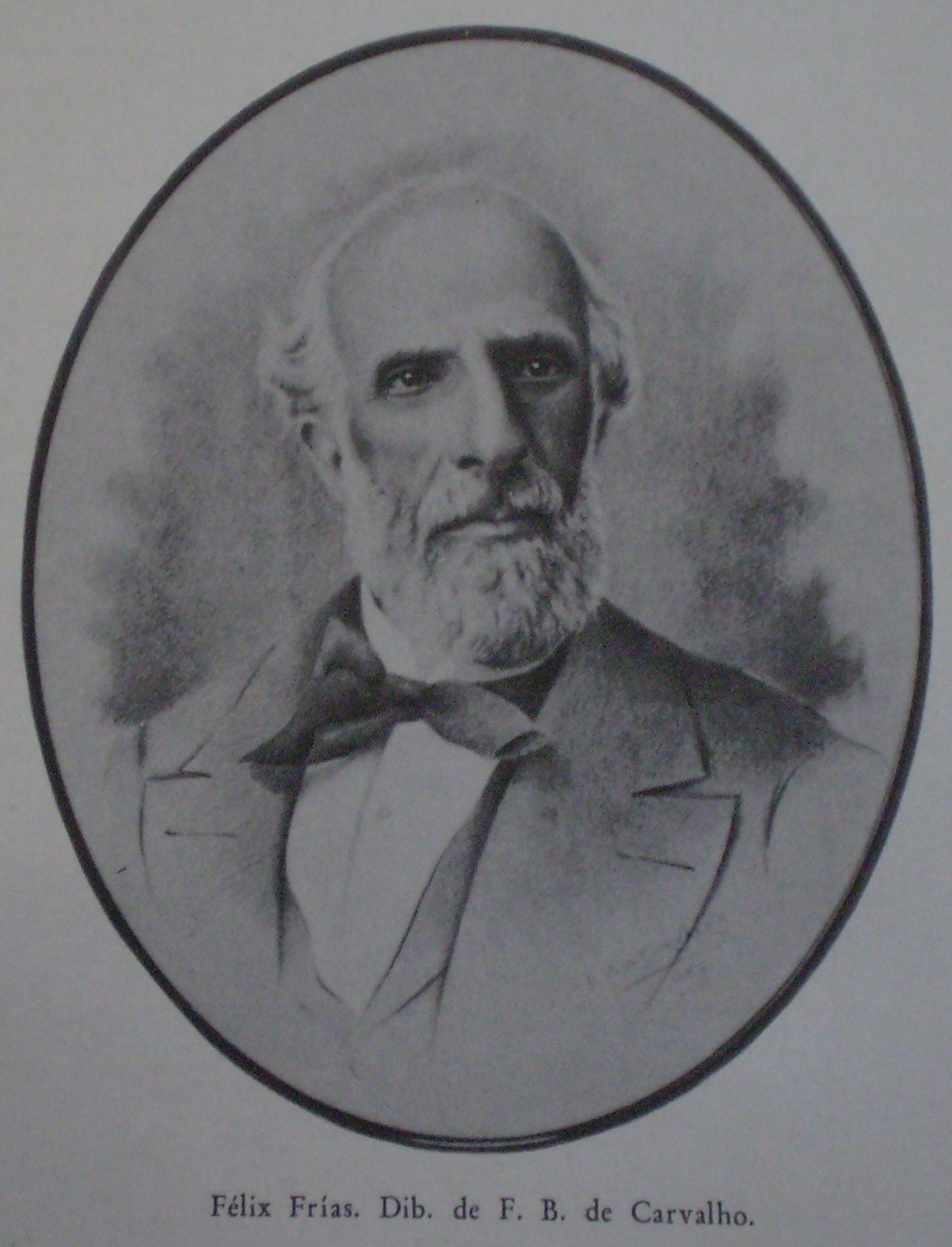
Félix Frías qui a donné son nom au lac.

Carte du parc national Nahuel Huapi.

Originellement, le lac fut appelé Lago Frío par l'explorateur « pro-chilien » Francisco Fonck qui le décrivit en premier lieu. Mais plus tard, une fois acquise la souveraineté argentine sur ces régions, on le rebaptisa en Lago Frías, en l'honneur de Félix Frías, un homme politique et législateur argentin de la fin du XIXe siècle. Frías fut représentant argentin au Chili durant le gouvernement de Domingo Faustino Sarmiento (1869), et un défenseur acharné de la souveraineté argentine en Patagonie. 

## Géographie
Le lac Frías s'allonge du sud vers le nord sur quelque 4 kilomètres au nord d'une profonde vallée glaciaire entourée de cimes enneigées et dominé au sud par l'imposant mont Tronador. Son extrémité nord n'est distante que de deux kilomètres du bras ouest (bras Blest) du lac Nahuel Huapi. Il est entièrement situé au sein du parc national Nahuel Huapi.
Ses rives est et ouest sont constituées de parois rocheuses très escarpées, recouvertes partiellement d'une végétation qui plonge jusque dans les eaux. Le lac a de ce fait l'apparence d'un fjord scandinave.

## Climat
Les précipitations enregistrées dans son bassin sont de l'ordre de 3 500 millimètres annuellement, ceci étant dû aux vents humides soufflant la plupart du temps depuis l'Océan Pacifique au travers du territoire chilien tout proche. 
En hiver, la région est le site argentin affichant les plus fortes précipitations annuelles.

## Émissaire
Il résulte de ces précipitations élevées que le río Frías, émissaire du lac, est un cours d'eau abondant malgré la petitesse de son bassin versant. Il traverse le lac du sud vers le nord, puis se jette dans le bras Blest du lac Nahuel Huapi.
Long d'une dizaine de kilomètres, le río Frías supérieur collecte notamment les eaux de fonte des neiges et des glaciers du versant nord-est du Mont Tronador, et notamment du Glacier Frías.
Dans son cours inférieur, le río Frías reçoit en rive gauche l' arroyo Pangueco, émissaire de la lagune Pangue située au niveau de la frontière chilienne.

## Tourisme

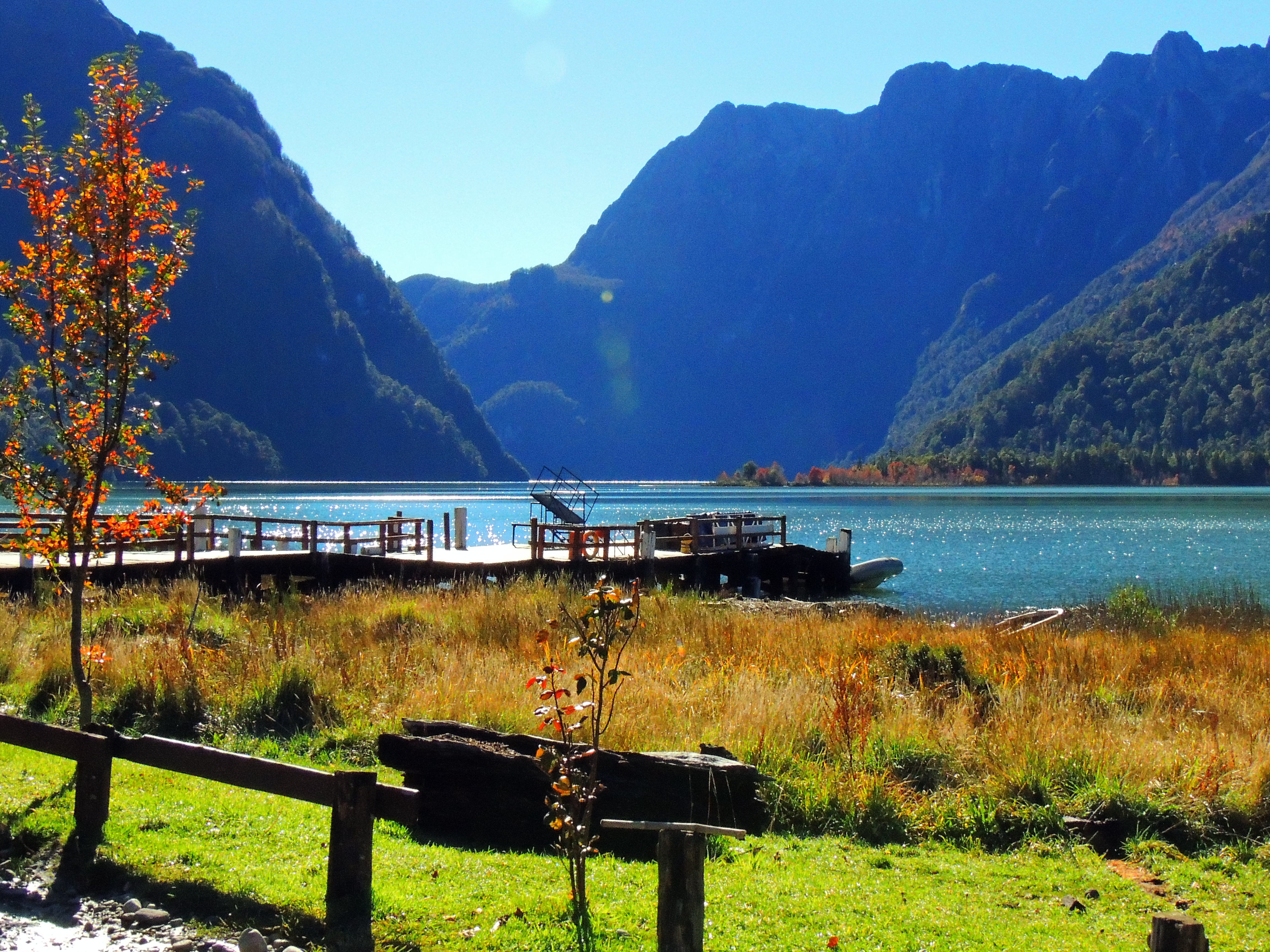
Autre vue du lac Frías

La présence de sédiments apportés par divers petits torrents, en particulier par le río Frías, donne au lac sa belle couleur turquoise caractéristique. Sa grande beauté a permis au lac de devenir l'un des lieux les plus visités du parc national Nahuel Huapi.
Sur la rive sud du lac se trouve Puerto Frías, petite localité pourvue d'un embarcadère. Depuis Puerto Frías, une route se dirige vers la frontière argentino-chilienne, et la franchit au niveau du Paso Internacional Vicente Pérez Rosales.
En hiver, il arrive que certaines parties du lac soient prises par les glaces, ce qui donne au paysage une beauté féerique.